# Simon Arthur, 4. Baron Glenarthur

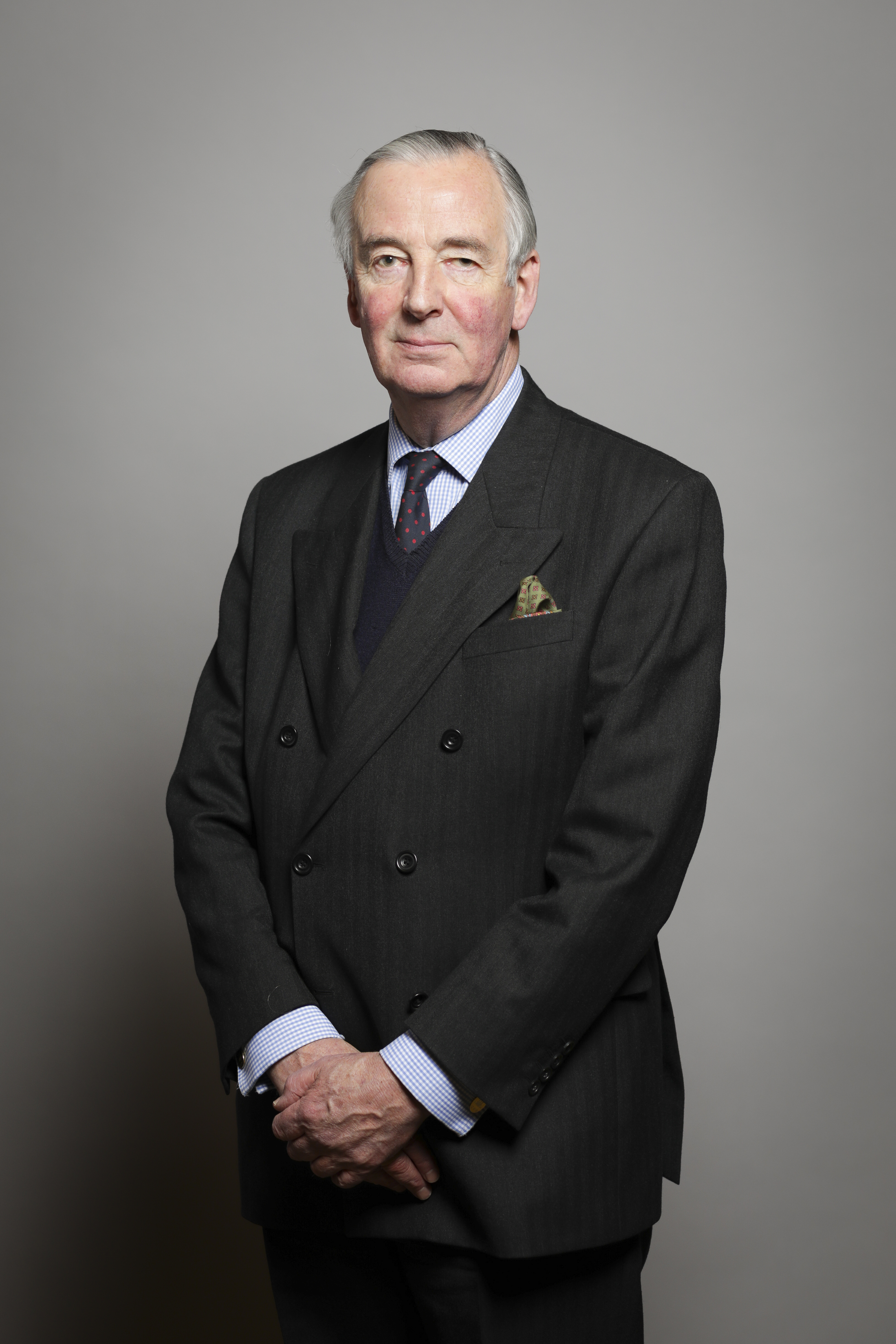
Simon Arthur, 4. Baron Glenarthur

Simon Mark Arthur, 4. Baron Glenarthur DL, FCILT, FRAeS (* 7. Oktober 1944) ist ein britischer Peer, Pilot und Geschäftsmann. Er erbte 1976 den Titel seines Vaters und ist einer der 90 Erbpeers, die nach dem House of Lords Act 1999 einen Sitz im House of Lords haben. Er sitzt dort für die Conservative Party.

## Leben und Karriere
Der Sohn von Matthew Arthur, 3. Baron Glenarthur besuchte das traditionsreiche Eton College. Seinen Militärdienst leistete er ab 1963 bei den 10th Royal Hussars ab. Glenarthur war von 1964 bis 1965 Aide-de-camp des Hochkommissars von Aden. Von 1976 bis 1980 war er im Range eines  Majors bei den Royal Hussars und der Territorial and Army Volunteer Reserve und war von 1976 bis 1982 Flugkapitän bei British Airways Helicopters.
Glenarthur war unter der Regierung von Margaret Thatcher im House of Lords, 1982 wurde er Lord-in-Waiting (Whip der Regierung) und wurde 1983 Parlamentarischer Unterstaatssekretär im Ministerium für Gesundheit und Soziales (Department of Health and Social Security (DHSS)). Er wechselte in das Innenministerium (Home Office) und wurde dort 1986 Staatsminister für Schottland. Von 1987 bis 1989 war er Staatsminister im Außenministerium (Minister of State for Foreign and Commonwealth Affairs). Zu seinem Verantwortungsbereich zählten Hongkong und die Beziehungen Großbritanniens zu China.
Von 1977 bis 1982 war Glenarthur Direktor der Aberdeen and Texas Corporate Finance Ltd und von 1979 bis 1982 der ABTEX Computer Systems Ltd. Er war Geschäftsführer von Hanson plc stellvertretender Vorstand von Hanson Pacific Ltd und Direktor von Whirly Bird Services Ltd. Des Weiteren war er Berater für British Aerospace und Präsident des National Council for Civil Protection. Für das British Helicopter Advisory Board war er Vorstand und später Präsident. Er war außerdem Direktor der Lewis Group Berater von Chevron UK Ltd und Direktor von Millennium Chemicals. Auch arbeitete er für Hanson plc und die Imperial Tobacco Group plc. Er war Vorstand der European Helicopter Association und der International Federation of Helicopter Associations. Er war Berater für Audax Trading Ltd. Er war Commissioner des Royal Hospital Chelsea und Direktor der Medical Defence Union und von Andax Global.
Er saß im Gremium von The Air League und war Mitglied des National Employers Liaison Committee von Her Majesty’s Reserve Forces. Er war auch Vorsitzender des National Employer Advisory Board for Britain’s Reserve Forces. Er ist Lieutenant der Royal Company of Archers, und Ehrencolonel des 306 Field Hospital und Ehren-Air Commodore der 612 (County of Aberdeen) Squadron, Royal Auxiliary Air Force. 1992 wurde Glenarthur Freeman der Guild of Air Pilots and Air Navigators und 1996 wurde er Liveryman. Er war schon seit 1978 Mitglied des Chartered Institute of Logistics and Transport und wurde 1999 Fellow. Er ist des Weiteren Fellow der Royal Aeronautical Society und seit 1996 Freeman of the City of London.
Glenarthur ist verheiratet mit Susan Barry, einer Enkelin des Earl of Dunmore; sie haben einen Sohn und eine Tochter.